# Калашникова Ольга Леонідівна
Калашникова Ольга Леонідівна (нар. 8 вересня 1951 року, м. Коломна, Московської області, РРФСР) — український філолог, культуролог, науковець, доктор філологічних наук (1991), професорка (1992), завідувачка кафедри гуманітарної підготовки, філософії та митної ідентифікації культурних цінностей  Університету митної справи та фінансів.

## Життєпис

### Освіта
Закінчила Дніпропетровський державний університет (1973) за спеціальністю «Французька мова та література», здобувши кваліфікацію  філолога, викладача французької мови та літератури. У 1977 році закінчила аспірантуру за кафедрою зарубіжної літератури  Дніпропетровського державного університету, а в 1979 році захистила дисертацію за темою «Жанрова своєрідність „Комічного роману“ Поля  Скаррона», здобувши ступінь кандидата філологічних наук.  У 1980 році отримала  звання доцента. У 1990 р. захистила  дисертацію за темою «Російський роман 1760-1770-х років.: типологія жанру», здобувши ступінь доктора філологічних наук. У 1992 році присуджено звання професора.

### Професійна діяльність
Ольга Леонідівна Калашникова має 44 роки досвіду викладацької роботи у вищих навчальних закладах і 25 років досвіду підготовки фахівців митної справи у сфері експертизи культурних цінностей. Є автором більш ніж 230 наукових робіт з літературознавства,  культурології, системи захисту та експертизи культурних цінностей, що видано в Україні, Польщі, Німеччині, Нідерландах, Росії, Білорусі, на Кіпрі, в тому числі: вісім монографій, чотири підручники, два з яких вийшли з грифом МОН.
Підготувала 1 доктора та 13 кандидатів наук.
- 1977—1980 — викладач іноземної мови, Дніпропетровський державний університет;
- 1980—1989 — доцент, Дніпропетровський державний університет;
- 1990—1992 — професорка, Дніпропетровський державний університет;
- 1992—1994 — завідувачка кафедри романської філології  Дніпропетровський державний університет;
- у 1995 р. очолила роботу зі створення мистецтвознавчої спеціалізації на факультеті української філології ДДУ;
- 1995—1998 — завідувачка кафедри образотворчого мистецтва та культурології ДДУ;
- 1997—1998 –  завідувачка кафедри образотворчого мистецтва та культурології ДДУ та  завідувачка кафедри гуманітарних та соціально-політичних дисциплін  Академії митної служби України (АМСУ)
- 1998-дотепер –  завідувачка кафедри гуманітарної підготовки, філософії та митної ідентифікації культурних цінностей АМСУ (з 2014 р — Університету митної справи та фінансів).

## Наукова діяльність

### Голова та член редакційних колегій

#### Журналів
- член редколегії «Література в контексті культури» (Міжнародна редакція), Дніпро, Дніпропетровський національний університет
- член редколегії «Взаимодействие литератур в мировом литературном процессе. Проблемы теоретической и исторической поэтики». — Гродно: ГНУ.

### Участь в спеціалізованих вчених радах
- 1990—2013 рр. — член спеціалізованої вченої ради К 08.051.19 Дніпропетровського національного університету;
- 2013 — дотепер член спеціалізованої вченої ради Д 08.051.12 Дніпропетровського національного університету (з 2017 р. — Дніпровський національний університет ім. О. Гончара);
- 1999 р. — дотепер член спеціалізованої вченої ради Д 52.051.05 Таврійського національного університету ім. В. І. Вернадського.

### Участь в роботі експертних рад
- З 2011 р. — експерт Всесвітньої митної організації з питань контролю за переміщенням культурних цінностей;
- З 2018 — керівник міжнародного наукового проекту «Білорусь-Україна: діалог культур» .УМСФ-БДЕУ;
- 2015—2018 — експерт з літературознавства, мовознавства, мистецтвознавства та соціальних комунікацій у Науково-методичній раді Міністерства освіти і науки України, (Секція 21).

### Основні публікації

#### Монографії та підручники
- Калашникова О. Л. Ідентифікація та вартісна оцінка культурних цінностей. — К., 2006.- 287с.[1]
- Калашникова О. Л. Основи мистецтвознавчої підготовки та вартісної оцінки культурних цінностей. — К., 2006. — 476 с.[2]
- The Holy Royal and Stavropigial Monastery of Kykko. — Nicosia: Yianel LTD, 2007. — 115 c.
- Калашникова О. Л. Литература как ядро сверхтекста в. Маканина /Література в дзеркалі літератури: монографія / За наук. ред. Т. М. Потніцевої. — К. : Видавничий дім Дмитра Бураго, 2018. — 300 с.– С. 218—240.
- Калашникова О. Л. Исследовать, чтобы понять: феномен протестного сознания в романе Виржини Депант «Teen Spirit» //Гилев Г. А., Иванков Ч. Т., Калашникова О. Л., Олексин Ю. П., Федотова Г. А. и др. «Инновационная наука, образование, производство и транспорт '2019». Монография. — Одесса: С. В. Куприенко, 2019. Кн. 2. Ч. 3. — С. 102—114.[3]
- Калашникова О. Л. Fictionality of the Autofiction: Fiction vs Reality / Фікціональність в літературі: фікція реальності/реальність фікції. Fictionality in Literature: Fiction of Reality/ Reality of Fiction. Монографія. — Дніпро, 2021. — 244 с.  – С.206-226.

#### Статті
- Kalashnikova O.  A woman's point of view: the Memoirs of N. B. Dolgorukaia //Russian Literature. LXXV (2014) I/II/III/IV.  – 1 January — 15 February — 1 April — 15 May. Amsterdam: Elsevier.– 2014. — Р. 249—264.[4]
- Калашникова О. Л. Розробка стандарту каталогізації артефактів як шлях до збільшення ефективності митного контролю за переміщенням культурних цінностей//Дослідження теоретичних аспектів та розробка системи оцінювання ефективності митних процедур. Збірник тез науково-практичної заочної конференції (м. Хмельницький, 25 вересня 2014 року). — Хмельницький: ДНДІМС, 2014. — С. 25-26.[5]
- Калашникова О. Л. История и чувства в «женском письме»// Wielkie tematy kultury w literaturach slowianskich. 11. Zmysły 2// «Slavica wratislayiensia» CLXI. — Wrocław: Wydavnictwo Universytetu Wrocławskiego,  2015.  AUWr n.3632.  - P. 17-29.[6]
- Kalashnikova O.Ukrainian cultural nests on the map of the XVIII-th century russian culture: Ekaterinoslav// Modern scientific research and their practical application/ Scientific World Journal–Issue No14, Vol.2 (Yolnat PE, Minsk, 2017) — p. 65-73. URL: http:// www.sworldjournal.com/index.php/swj/issue/view/14/vol2
- Калашникова О. Л. Правові наслідки недосконалості опису та обліку музейних колекцій//«Актуальні проблеми вітчизняної юриспруденції» № 2/2018.Т. 2. — С. 224—227.
- Калашникова О. Л. Культурные ценности в системе культурных стратегий Китая: заметки о китайском путешествии// «Картина мира через призму китайской и белорусской культур». Сборник статей. Минск: БГАТУ, 2019. — С.8 — 16.
- Калашникова О. Л. Путешествие вокруг разных комнат: Ксавье де Местр и Александр Вельтман // ScientificWorldJournal. Issue 4 / Part 4.– May 2020.– Svishtov, Bulgaria. –P. 82-94. URL: https://www.sworld.com.ua/konferbg4/swj04-04.pdf
- Калашнікова О. Л. «Новий гуманізм»: провокація, аналіз чи література / Вчені записки Таврійського національного університету імені В. І. Вернадського. Серія: Філологія. Соціальні комунікації". Том 32 (71) № 4, 2021 — С.233-239. URL:. http://www.philol.vernadskyjournals.in.ua
- Калашнікова О. Л. Стандартизація електронних баз даних культурних цінностей України — проблема державного значення// «Цифрові гуманітарні дослідження та цифрові трансформації у сфері культури». Матеріали міжнародної науково-практичної конференції . –Київ: Національний педагогічний університет імені М. П. Драгоманова.  24 червня 2021. — С. 36-39.[7]
- Kalashnikova Olha. The theme of love in English and Russian literature of the 19-th century/AD ALTA. Journal of Interdisciplinary Research.Is. 11/02 — XXI, 2021. — PP. 141—148 (Web of Science) (T .Vorova, O. Besarab, O.Aliseienko, S. Riabovol) ISSN 1804-7890 2464-6733 (Online). URL: http://www.magnanimitas.cz/ADALTA/070202/PDF/070202.pdf

#### Наукові проєкти
- 2000 − 2004 — науковий керівник науково-дослідної теми «Ідентифікатор культурних цінностей», в рамках якої створено оригінальну методику ідентифікації та реєстрації культурних цінностей, аналогів якої немає ані в Україні, ані за кордоном; методика активно використовується у Митній службі України, СБУ, МВС;
- 2004 − розробка авторського курсу «Основи мистецтвознавчої експертизи та вартісної оцінки культурних цінностей», за яким видано з грифом МОН два перших і поки єдиних в Україні та країнах СНД підручника з цієї дисципліни, один з яких висувався на здобуття Державної премії України;
- 2005 − 2009 — Міжнародний проєкт: Серія монографій «Культура Кіпру» (програма відзначена орденом Дмитра Солунського);
- 2011-2012 — керівник семінару на тему «Аналіз ризиків під час митного контролю за переміщенням культурних цінностей» для підготовки керівних  кадрів Державної митної служби України до «Євро 2012»;
- 2011 –  керівник семінару на тему «Аналіз ризиків під час митного контролю за переміщенням культурних цінностей» для викладачів та студентів Шанхайського митного коледжу (Китайська Народна Республіка);
- 2012 − 2013 — «Розбудова митної справи України: витоки, реалії, перехід до сталого розвитку» (Митна енциклопедія)";
- 2013 − 2015 — науковий керівник науково — дослідної роботи кафедри гуманітарної підготовки та митної ідентифікації культурних цінностей на тему: «Розробка стандарту каталогізації артефактів як спосіб збереження національного культурного надбання з урахуванням міжнародного досвіду» ((номер державної реєстрації 0115U007053,  прикладна);
- 2016 − 2018 — науковий керівник науково — дослідної роботи кафедри гуманітарної підготовки та митної ідентифікації культурних цінностей на тему: «Єдиний стандарт каталогізації артефактів як засіб збереження культурної спадщини в умовах збройного конфлікту» (номер державної реєстрації 0116U003913, прикладна);
- 2019 − 2021 — науковий керівник науково-дослідної теми «Гуманітарні науки та психологія у контексті сучасних викликів». № держреєстрації 0119U1000;
- 2022 − дотепер  науковий керівник науково — дослідної роботи кафедри гуманітарної підготовки та митної ідентифікації культурних цінностей на тему: «Людина в контексті сучасної культури»(прикладне дослідження).

## Нагороди та почесні звання

#### Відомчі відзнаки та нагороди Державної митної служби України
- Почесне звання «Почесний митник України» (2006);
- Нагрудний знак "За сумлінну службу в митних органах України"ІІІ ступеня (2009);
- Нагрудний знак «Відмінний митник» II ступеня (2010);
- Нагрудний знак «За звитягу» І ступеня (2011).